# Мпумаланга (річка)
Мпумаланга(Оліфантс‎) — річка в Південній Африці. Бере свій початок в північно-східній провінції ПАР Мпумаланга на височині Вітватерсранд, в верхів'ях порожиста, далі протікає в Мозамбік. Довжина 560 кілометрів, площа басейну — близько 54 500 км². Впадає в Лімпопо. Має ряд приток. Найбільш повноводна влітку.
На річці споруджені дві великі греблі. Води річки використовуються для зрошення у сільському господарстві.